# 刘光斌
刘光斌（1963年6月—），四川射洪人，汉族，中国共产党党员。中华人民共和国政治人物、第十三届全国人民代表大会解放军和武警部队代表 ，曾任火箭军装备部部长。

## 生平
2018年，刘光斌被选为解放军和武警部队出席第十三届全国人民代表大会代表。
2022年6月，晋升火箭军副司令，同时授予中将军衔。
2023年7月28日，香港《南华早报》引述知情人士报道，火箭军司令员李玉超、副司令员刘光斌，和前副司令员张振中，已被中共中央军委反腐机构调查人员带走。据一名知情人士说：“火箭军几乎大多数的高级将领在获得晋升之前都有良好声誉，他们是在调到北京总部工作时，有更多机会接触到与国防相关的企业后，才开始腐化。”